# Rorippa sylvestris
Cresson des bois, Rorippe sylvestre
Espèce
Classification APG III (2009)
Synonymes
- Rorippa kerneri Menyh. (préféré par UICN)

Statut de conservation UICN

 LC  : Préoccupation mineure
Rorippa sylvestris, le Cresson des bois, Cresson des forêts ou Rorippe des forêts,  est une espèce végétale herbacée de la famille des Brassicaceae.

## Description
Angiosperme dicotylédone de la famille des Brassicacées (anciennement les Cruciformes), le cresson des bois est une plante herbacée de petite taille qui, contrairement à ce que son nom laisse penser, ne pousse pas du tout dans les bois.
Son système racinaire est développé autour d'une grosse racine pivotante, lui permettant de se développer sur des écologies comme les grèves.
Ses feuilles sont découpées, et les fleurs jaunes ont une formule florale invariable (4S, 4P, 2E+4E, 2C). Les fruits (appelés siliques) très allongés, sont caractéristiques de l'espèce.
On la trouve en Europe.